# 쓰다 도모히로
쓰다 도모히로(일본어: 津田 知宏, 1986년 5월 6일 ~ )는 일본의 축구 선수이다.

## 구단 경력
그는 2005년부터 2019년까지 J리그의 나고야 그램퍼스, 도쿠시마 보르티스, 요코하마 FC, AC 나가노 파르세이루에서 활동하였다.